# Кузнецова Лариса Андріївна
Лариса Андріївна Кузнецова (нар.. 25 серпня 1959, Москва, Російська РФСР, СРСР) — радянська і російська актриса театру і кіно, Заслужена артистка Росії (1998).

## Біографія
Лариса Кузнецова народилася 25 серпня 1959 року. Закінчила ГІТІС, майстерня Олега Табакова.
З 1980 року — актриса театру імені Моссовєта.
"Актрисі Театру ім. Моссовєта Ларисі Кузнєцової було всього дев'ятнадцять, коли вона потрапила у велике кіно. Студентка курсу (до цього — вихованка студії) Олега Табакова в ГІТІСі починала кар'єру з ролі у фільмі Микити Михалкова «П'ять вечорів». Поруч з нею на знімальному майданчику були Людмила Гурченко, Станіслав Любшин, Валентина Теличкина, Ігор Нефьодов та Олександр Адабашьян. Такий старт не тільки багато обіцяв, але і ставив високий рівень. Тим більше що її перший кінорежисер переконував, що ступінь обдарування дебютантки вимагає постановки фільмів «на неї». В очікуванні гідних пропозицій Лариса зіграла епізоди ще в трьох фільмах Михалкова, відмовившись заради цього навіть від ролі героїні у фільмі «Вам і не снилося», що став абсолютним шлягером. Саме після вдалих проб Кузнецової її окуляри перекочували на ніс Тетяни Аксюти, яка й зіграла Катю). Результатом такої розбірливості стало практично відсутність фільмографії. А в Театрі ім. Моссовєта, де талант і темперамент актриси були затребувані в більшій мірі, її називають Андроніковим — так талановито, образно і «від першої особи» говорить вона на будь-яку тему, іноді з зайвою прямотою, зате щиро ".

## Творчість

### Ролі в театрі
- 2006 — «Кавалери» за мотивами комедії Карло Ґольдоні «Хитромудра вдова». Режисер: Юрій Єрьомін — Марі[4]
- 2007 — «Мій бідний Марат» Олексія Арбузова. Режисер: Андрій Житинкін — Ліка
- «Передбанник» Ігоря Вацетиса. Режисер: Сергій Юрський — Лара Пáрковка
- 2009 — «Дядя Ваня» Антона Чехова. Режисер: Андрій Кончаловський — Марина

### Ролі в кіно
- 1978 — П'ять вечорів — Катя, телефоністка, подруга Славіка
- 1979 — Той самий Мюнхгаузен — дама на святі
- 1980 — Непроханий друг — Танюша
- 1981 — Бідна Маша — Зіна
- 1981 — Будемо чекати, повертайся — Томка
- 1981 — Рідня — Лара, супутниця Тасіка в ресторані
- 1982 — Час для роздумів — Катя
- 1983 — Сашка — Зіна
- 1984 — Інститут бабусь — Алла
- 1986 — Очі чорні — Зіна, дружина предводителя дворянства
- 1986 — Поруч з вами
- 1986 — Катастрофа
- 1987 — Руда фея
- 1988 — Дороге задоволення
- 1989 — Катала — беззуба повія
- 1991 — Як добре, коли… (короткометражний)
- 1991 — По Таганці ходять танки — Галя
- 1991 — Урга — територія любові — Марина, дружина Сергія
- 1995 — Людина за ширмою
- 1997 — Анна Кареніна — Агаша
- 1998 — Репетиція з Арнольдом (короткометражний)
- 2001 — Спадкоємиці — Лена
- 2002 — Мішель
- 2002 — Впасти вгору
- 2003 — Здрастуй, столиця! — Вірочка
- 2004 — 32 грудня — Віра
- 2005 — Отаман — Таська
- 2006 — Король Лір — Регана
- 2008 — Галина — Пацієнтка
- 2009 — Довше століття — Людмила
- 2010 — Дядя Ваня — Марина
- 2010 — Зворикін Муромець (документальний) — Катюша Зворикіна
- 2010 — Зоя
- 2017 — Щиросердне зізнання — Лариса Аркадіївна

### Озвучування комп'ютерних ігор
- 2001 — Shadow Man: 2econd Coming — Баба Яга
- 2001 — Original War
- 2004 — Half-Life 2 — Алікс Венс (локалізація Valve)

## Телебачення
2000–2002 — КОАПП (ОРТ) — Мавпа